# Stenelmis hayashii
Stenelmis hayashii là một loài bọ cánh cứng trong họ Elmidae. Loài này được Satô miêu tả khoa học năm 1999.